# Bigwig
Bigwig is een Amerikaanse punkband afkomstig uit de buitenwijken van New Jersey die is opgericht in 1995. Bigwig bestond oorspronkelijk uit Josh Farrell (gitaar), John Castaldo (basgitaar), Tom Petta (gitaar en zang) en Dan Rominski (drums). De band heeft tot op heden vier studioalbums, een single en een split-ep uitgegeven. De muzikale invloeden van de band variëren van bands als Jawbreaker en Weezer tot Descendents, NOFX en zelfs Slayer.

## Geschiedenis
Bigwig werd opgericht in New Jersey en was aanvankelijk geen bekende band. Het succes van de band begon met een telefoontje van Jim Cherry (Strung Out, Zero Down) naar Fearless Records. Cherry zag Bigwig op tournee en was onder de indruk, waarna hij de band een contract bij het platenlabel bezorgde. Via Fearless Records werd het debuutalbum van de band uitgebracht, getiteld Unmerry Melodies (1997). Het album werd geproduceerd door Cherry zelf.
Vanaf dat moment ging Bigwig het podium delen met bands als Pennywise, Less Than Jake, No Use for a Name, Strung Out, The Vandals. Ook speelde de bands op verschillende edities van Warped Tour. Na een goede start kreeg de band te maken met verscheidene veranderingen in de formatie. Het tweede studioalbum, getiteld Stay Asleep (1999), werd uitgebracht onder het punklabel Kung Fu Records. Ook droeg Bigwig bij aan diverse compilatiealbums, waaronder Short Music for Short People (1999), Punk Goes Metal (2000), The "Gone with the Wind" of Punk Rock Samplers (2000) en Bad Scene, Everyone's Fault: Jawbreaker Tribute (2003).
Een paar maanden na constant touren onderging Bigwig een moeilijke tijd. Josh Farrell en Dan Rominsky (die tegen die tijd de gitaar en drums op zich had genomen) verlieten de groep. Dit viel samen met hun eerste Europese tournee. Een nieuwe drummer genaamd Keith Yosco werd aangenomen en samen met Brent Hammer (basgitaar) en Tom Petta (gitaar en zang) ging de band naar Europa, als supportband voor No Use For a Name. Bij terugkeer van deze tour verliet Hammer de groep en begon het zoeken opnieuw.
In 2001 besloot de band om terug te keren naar Fearless Records. Hierop volgde de uitgave van het derde studioalbum, getiteld An Invitation to Tragedy (2001). Het album werd gemixt door Ryan Greene en bezorgde Bigwig voor het eerst algemene bekendheid in de Amerikaanse underground punkscene. Na de uitgave van dit album verlieten basgitarist Max Béchard en slaggitarist Jeremy Hernández de band om in later in 2001 hun eigen band te vormen, genaamd Near Miss.
Verscheidene maanden gingen voorbij en de groep bleek rond deze tijd erg inactief te zijn, totdat de uitgave van het vierde studioalbum eind 2005 plotseling werd aangekondigd. Reclamation werd uitgebracht op 7 februari 2006 opnieuw onder het platenlabel Fearless Records. De band bestond nu uit Tom Petta (gitaar en zang), Jeff Powers (gitaar) en Zach Lorinc (basgitaar). Drummer Keith Yosco had ook aan dit album meegewerkt, maar verliet de band enige tijd later.
Hoewel de band sindsdien actief nog steeds actief is en shows speelt, zijn er geen nieuwe albums uitgegeven. In 2012 zou Bigwig op het Belgische punkfestival Groezrock spelen, maar dit werd in februari dat jaar afgelast. De officiële website is ondertussen opgeheven, maar de band is nog steeds actief op sociale media. In 2017 waren er plannen voor een studioalbum dat in de loop van dat jaar via Fearless Records uitgegeven zou worden, maar daar is tot op heden nog steeds niks van gekomen.

## Leden
Huidige leden
- Tom Petta - gitaar, zang
- Jeff Powers - gitaar
- Zach Lorinc - basgitaar

Voormalige leden
- Josh Farrell - gitaar
- Jeremy Hernández - gitaar
- Josh Marsh - gitaar
- John Castaldo - basgitaar
- Max Béchard - basgitaar
- Tony Losardo - basgitaar
- Brent Hammer - basgitaar
- Dan Rominski - gitaar, drums
- Matt Grey - gitaar
- Keith Yosco - drums

## Discografie
Studioalbums
- Unmerry Melodies (1997, Fearless Records)
- Stay Asleep (1999, Kung Fu Records)
- An Invitation to Tragedy (2001, Fearless Records)
- Reclamation (2006, Fearless Records)

Singles en ep's
- Bigwig (1996, Fueled by Ramen)
- Bigwig/Glasseater (2001, Fearless Records, split-ep met Glasseater)